# ريتشارد فوغارتي
ريتشارد فوغارتي (بالإنجليزية: Richard Fogarty)‏ هو لاعب اتحاد الرغبي نيوزيلندي، ولد في 12 ديسمبر 1891، وتوفي في 9 سبتمبر 1980 في دنيدن في نيوزيلندا.